# Agnes von Andechs

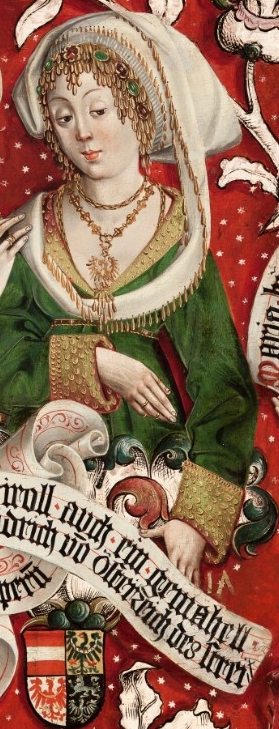
Agnes von Andechs, Ausschnitt aus dem Babenberger-Stammbaum.

Agnes von Andechs (* um 1215; † vor 7. Jänner 1263) aus dem Hause Andechs-Dießen war Herzogin von Österreich und Steiermark (1230–1243) und Herzogin von Kärnten (1256–1263).

## Leben
Als Tochter Herzog Ottos I. von Andechs-Meranien und der Beatrix von Burgund war sie die Erbin der Andechser Güter am unteren Inn (Neuburg und Schärding, seinerzeit Formbacher Besitzungen) und in Krain und der Windischen Mark (letztere stammten von den Weichselburgern). Sie war auch eine Urenkelin von Kaiser Friedrich Barbarossa.
1229 heiratete sie Friedrich, den Sohn Herzog Leopolds VI. von Österreich und Steiermark. Friedrich hatte soeben seine erste Frau Eudokia Laskarina verstoßen, Er nannte sich in Anbetracht der Mitgift seiner neuen Gattin dominus Carniolae (Herr über Krain) und wurde 1230 Nachfolger seines verstorbenen Vaters in den Herzogtümern Österreich und Steiermark.
Agnes wurde bald in die kriegerischen Auseinandersetzungen ihres Mannes mit den Ungarn und auch dem Kaiser verwickelt und musste z. B. 1236 die Riegersburg gegen die eigenen Verwandten verteidigen; dabei geriet sie selbst in Gefangenschaft.
1238 findet sie gemeinsam mit ihrem Onkel Berthold, Patriarchen von Aquileia, urkundend anlässlich der Besiedlung des Klosters Michelstetten/Velesovo (nö. Krainburg) durch Wiener Dominikanerinnen.
1243 musste sie zur Kenntnis nehmen, dass Friedrich, wegen Kinderlosigkeit, die Scheidung von ihr hatte durchsetzen können.
1248 wurde für sie der Weg in eine zweite Ehe mit Ulrich von Spanheim geebnet, dem Sohn des Kärntner Herzogs Bernhard. Seit 1250 ist sie als Gemahlin Ulrichs (Herzog 1256–69) belegt; nun hatte sie diesem den Anspruch auf Krain und die Windische Mark zugebracht („Herr von Krain“). Die Gebiete am unteren Inn allerdings hatte Friedrich einbehalten.
Mit Ulrich soll sie zwei Kinder gehabt haben, die allerdings früh verstorben sind. Sie selbst starb vor/um 1263 und ist in Sittich beigesetzt.
Ihre Mitgift, Krain und die Windische Mark, gelangte nach Ulrichs Tod so wie Kärnten an Ottokar II. Přemysl.